# Rue de l'Épée (Liège)
Pour les articles homonymes, voir Rue de l'Épée.
La rue de l'Épée est une ancienne rue de commerce du centre historique de Liège (Belgique) située à l'arrière de l'hôtel de ville de Liège.

## Odonymie
La rue doit son nom à la brassine de l'Épée, une taverne ou brasserie qui fut détruite lors de la mise à sac de Liège par Charles le Téméraire en 1468 mais qui fut ensuite rebâtie. Auparavant, cette voie s'appelait la rue Chevenne en rapport avec le chevesne, un poisson d'eau douce présent dans les eaux de la Meuse.

## Description
Cette rue commerçante plate et pavée se situe à l'arrière de l'hôtel de ville. Elle mesure environ 56 m et se rétrécit progressivement pour ne plus atteindre qu'une largeur d'environ 1,5 m au carrefour avec Neuvice. Au-delà d'en Neuvice, elle est prolongée par la rue du Carré, encore plus étroite.

## Architecture
Quelques immeubles de commerce érigés à la fin du XVIIe siècle (nos 2, 6 et 12) et au cours du XVIIIe siècle (nos 1-3 et 8-10) sont repris à l'inventaire du patrimoine culturel immobilier de la Wallonie. 
Parmi ceux-ci, l'immeuble à baies jointives situé au no 12 possède une enseigne en pierre sculptée reprenant l'inscription À la Tête d'Or.
La maison sise au no 14 est la plus ancienne de la rue. Elle date du XVIe siècle et est remarquable par la présence au premier étage de baies à croisée moulurée et piédroits chaînés qui sont surmontées de linteaux à double accolade sous arcs de décharge. La maison a été restaurée et remaniée au cours du XXe siècle.

## Voiries adjacentes
- Rue Ferdinand Hénaux
- Rue de la Violette
- En Neuvice
- Rue du Carré

### Source et lien externe
- Claude Warzée, « La place du Marché »(Archive.org • Wikiwix • Archive.is • Google • Que faire ?), sur Histoires de Liège, 19 juillet 2018 (consulté le 7 août 2023)